# Newton (obraz Williama Blake’a)
Newton – monotypia wykończona akwarelą i tusz z 1795 roku autorstwa angielskiego poety, malarza i grafika Williama Blake’a.
Naga postać o nadmiernej muskulaturze ciała ukazana jest na dnie morza, w chwili gdy kreśli za pomocą cyrkla figury geometryczne. Jest to odniesienie do Urizena i ograniczonego tworzenia. Uosabia niszczącą siłę męskiego pierwiastka rozumu i jest inspirowana freskami Michała Anioła w Kaplicy Sykstyńskiej.